# Ukraine Security Assistance Initiative
Ukraine Security Assistance Initiative (USAI) är ett amerikanskt federalt program som skapades 2016 av USA:s kongress, med den federala lagen National Defense Authorization Act for Fiscal Year 2016. Syftet var att öka Ukrainas försvarskapacitet mot Ryssland och ryskstödda separatister efter att det rysk-ukrainska kriget bröt ut 2014. Programmet har dock intensifierat på grund av Rysslands invasion av Ukraina åtta år senare.
USAI administreras av USA:s försvarsdepartement och sköts i samråd mellan USA:s försvarsminister och USA:s utrikesminister. Alla finansiella medel som går igenom USAI, måste gå oavkortat till försvarsdepartementets försvarsleverantörer via lagda beställningar. Det betyder att USA:s president ej har tillåtelse att beordra USA:s militär att undvara krigsmateriel för att sänka värdet eller omdirigera viss värde till andra program.
År 2019 kom programmet i blickfånget, när det blev känt att USA:s 45:e president Donald Trump (R) beordrade att programmet skulle pausas, i väntan på att hans nationella säkerhetsteam (däribland USA:s försvarsminister Mark Esper och USA:s nationella säkerhetsrådgivare John Bolton), skulle utreda om USAI verkligen var till nytta för USA. USA:s försvarsdepartement ansåg att USAI var en tillgång för USA, medan flera ledamöter i USA:s kongress var kritiska mot presidentens agerande.

## Ordinarie budget
| - 2016: ▬ 300 miljoner dollar - 2017: ▲ 350 miljoner dollar - 2018: ▼ 150 miljoner dollar - 2019: ▲ 250 miljoner dollar - 2020: ▬ 250 miljoner dollar - 2021: ▲ 275 miljoner dollar | - 2022: ▲ 300 miljoner dollar - 2023: ▲ 800 miljoner dollar (överenskommet förslag) - 2024: ▼ 300 miljoner dollar - 2025: ▬ 300 miljoner dollar - 2026: ▬ N/A |

## Stödpaket
Lista över offentliggjorda stödpaket som har gått via USAI, från dels programmets årliga budget och dels finansiella tillskott från USA:s kongress.
| Datum             | Värde           | Ett urval av innehåll | Källa         |
| ----------------- | --------------- | --- | ------------- |
| 5 juni 2017       | $150 000 000    | Okänt innehåll. Notis: Stödpaketet var en del av ett större stödpaket på nästan totalt 560,5 miljoner dollar. | [ 13 ]        |
| 1 mars 2021       | $125 000 000    | Två patrullbåtar av typen Mark VI; artillerilokaliseringssystem; möjligheter till att analysera satellitbilder; ammunition samt förnödenheter. | [ 14 ] [ 15 ] |
| 11 juni 2021      | $150 000 000    | Artillerilokaliseringssystem; motmedel mot obemannade luftfarkoster; krypterade kommunikationssystem; utrustning för elektronisk krigföring; förnödenheter samt utrustning och träningsmöjligheter i syfte att stärka försvar och öka kapacitet på militära flygplatser tillhörande Ukrainas flygvapen. | [ 16 ] [ 15 ] |
| 1 april 2022      | $300 000 000    | Laserstyrda robotsystem; High Mobility Multipurpose Wheeled Vehicle (Humvee); obemannade luftfarkoster (Aerovironment RQ-20 Puma och Aerovironment Switchblade); kulsprutor; utrustning för mörkerseende, termografi och optik; krypterade taktiska kommunikationssystem; ammunition samt förnödenheter. | [ 3 ] [ 17 ]  |
| 19 maj 2022       | $6 000 000 000  | Krigsmateriel; ammunition; möjlighet till att utbilda ukrainska trupper; förnödenheter; möjlighet till inhämtning av underrättelser; logistiska lösningar samt finansiella medel till att avlöna Ukrainas militär. Notis: Stödpaketet var en del av ett större stödpaket på totalt 40 miljarder dollar. | [ 18 ]        |
| 15 juni 2022      | $650 000 000    | Fyra avfyrningsanordningar för Boeing Harpoon (och tillhörande robotar); okänt antal Guided Multiple Launch Rocket System; robotar för M142 High Mobility Artillery Rocket System; 18 M777 haubits; 36 000 155 mm artilleripjäser samt krypterade portabla kommunikationssystem. Notis: USA tillkännagav två separata stödpaket till Ukraina till ett värde av totalt en miljard dollar. Ena var via USAI medan det andra var att USA:s 46:e president Joe Biden (D) tvingade USA:s militär att undvara krigsmateriel till ett värde av 350 miljoner dollar till Ukraina. Det är dock ej fastställt vad i paketet som är exklusivt för USAI. | [ 15 ]        |
| 1 juli 2022       | $770 000 000    | Två National Advanced Surface-to-Air Missile Systems (Nasams); upp till 150 000 155mm artilleripjäser samt fyra artillerilokaliseringssystem. Notis: Stödpaketet var en del av ett större stödpaket på totalt 820 miljoner dollar. | [ 19 ] [ 20 ] |
| 22 juli 2022      | $95 000 000     | 580 obemannade luftfarkoster av typen Phoenix Ghost. Notis: Stödpaketet var en del av ett större stödpaket på totalt 270 miljoner dollar. | [ 21 ] [ 20 ] |
| 24 augusti 2022   | $2 980 000 000  | Sex National Advanced Surface-to-Air Missile Systems (och tillhörande robotar); 24 artillerilokaliseringssystem; 245 000 155 mm artilleripjäser; 65 000 120 mm granater till granatkastare; laserstyrda robotsystem samt utrustning tillhörande obemannade luftfarkoster av varianterna Boeing Insitu Scan Eagle och Puma. | [ 22 ]        |
| 28 september 2022 | $1 100 000 000  | 18 M142 High Mobility Artillery Rocket System (Himars); och tillhörande robotar); 150 High Mobility Multipurpose Wheeled Vehicle (Humvee); 150 andra fordon som ska bestyckas med BGM-71 Tow; 40 lastbilar och 80 släpvagnar för att transportera tung utrustning; olika typer av radar; motmedel mot drönare; taktiska krypterade kommunikationssystem, övervakningssystem och optik; utrustning till bomb- och minröjning samt ge möjligheter till att träna trupper. | [ 23 ] [ 24 ] |
| 4 november 2022   | $400 000 000    | 1 100 obemannade luftfarkoster av typen Phoenix Ghost; 45 modifierade T-72B-stridsvagnar; 40 small unit riverine craft-båtar; taktiska krypterade kommunikationssystem samt finansiering för träning av ukrainska trupper men även att modifiera 250 M1117 Armored Security Vehicle-fordon och robotar för MIM-23 Hawk. | [ 25 ] [ 26 ] |
| 21 december 2022  | $850 000 000    | 100 000 125 mm stridsvagnsprojektiler; 50 000 122 mm robotar för BM-21 Grad; 45 000 152 mm och 20 000 122 mm artilleripjäser; utrustning för satellitkommunikationssystemet Satcom samt finansiella medel för att finansiera träning, underhåll och andra utgifter. Notis: Stödpaketet var en del av ett större stödpaket på totalt 1,85 miljarder dollar. | [ 27 ] [ 28 ] |
| 25 januari 2023   | $400 000 000    | 31 M1 Abrams-stridsvagnar och tillhörande stridsvagnsprojektiler; åtta bepansrade bärgningsfordon; understödjande fordon och utrustning samt finansiella medel för att finansiera träning, underhåll och övriga utgifter. | [ 29 ] [ 30 ] |
| 3 februari 2023   | $1 750 000 000  | Två MIM-23 Hawk; fyra luftvärnsradar; 20 radar för inkommande projektiler; okänt antal luftvärn med tillhörande ammunition och generatorer; okänt antal precisionsstyrda robotar; okänt antal obemannade luftfarkoster av typen Puma; motmedel mot obemannade luftfarkoster; utrustning för att upprätthålla Ukrainas existerande luftvärn men också att integrera det med de västliga luftvärn som de har fått; reservdelar till radar för inkommande artilleripjäser; kryptiska kommunikationssystem; medicinska förnödenheter samt finansiella medel för att finansiera träning, underhåll och övriga utgifter. Notis: Stödpaketet var en del av ett större stödpaket på totalt 2,175 miljarder dollar. | [ 31 ] [ 32 ] |
| 24 februari 2023  | $2 000 000 000  | Okänt antal obemannade luftfarkoster av varianterna Aerovironment Switchblade 600, Aerovironment T-20, Altius-600 och Cyber Lux K8; okänd mängd artilleripjäser för High Mobility Artillery Rocket Systems (HIMARS); okänd mängd 155 mm artilleripjäser; okänd mängd laserstyrda robotar; motmedel mot obemannade luftfarkoster; utrustning för att bekämpa elektronisk krigföring, utrustning för minröjning, stödutrustning till krypterade kommunikationssystem samt finansiella medel för att finansiera träning, underhåll och övriga utgifter. | [ 33 ] [ 34 ] |
| 4 april 2023      | $2 100 000 000  | 3 600 handeldvapen och mer än 23 miljoner patroner; tio mobila Counter Unmanned Aerial System; nio obemannade markfordon bestyckade med 30 mm automatkanoner; åtta lastbilar och 105 tanksläp för bränsle; sju taktiska fordon för att bärga utrustning; fyra stödfordon för logistik; tre flygradar; okänt antal bepansrade brobandvagnar; okänt antal lastbilar och släpvagnar för tung utrustning; okänt antal raketgevär och tillhörande ammunition; okänt antal granatkastare och tillhörande ammunition; okänd mängd ammunition för artilleri, BM-21 Grad, FGM-148 Javelin, luftvärn, National Advanced Surface-to-Air Missile Systems, pansarvärn, precisionsstyrda vapensystem och stridsvagnar; krypterade kommunikationssystem; utrustning för satellitkommunikationssystemet Satcom samt finansiella medel för att finansiera träning, underhåll och övriga utgifter. Notis: Stödpaketet var en del av ett större stödpaket på totalt 2,6 miljarder dollar. | [ 35 ]        |
| 9 maj 2023        | $1 200 000 000  | Okänt antal luftvärn med tillhörande ammunition; okänt antal 155mm artilleripjäser; okänd mängd av ammunition för att slå ut obemannade luftfarkoster; utrustning för att kunna integrera Ukrainas luftvärn med de västliga luftvärn som Ukraina har fått; tillgång till kommersiella tjänster för satellitbilder samt finansiella medel för att finansiera träning, underhåll och övriga utgifter. | [ 36 ] [ 37 ] |
| 9 juni 2023       | $2 100 000 000  | Okänt antal MIM-104 Patriot-robotar; okänt antal MIM-23 Hawk och med tillhörande robotar; okänt antal 105mm och 203mm artilleripjäser; okänt antal obemannade luftfarkoster av typen Puma; okänt antal laserstyrda robotar samt finansiella medel för att finansiera träning, underhåll och övriga utgifter. | [ 38 ] [ 39 ] |
| 19 juli 2023      | $1 300 000 000  | 150 tankbilar; 115 taktiska bärningsfordon; 50 taktiska fordon för att bärga utrustning; fyra National Advanced Surface-to-Air Missile Systems (och tillhörande robotar); okänt antal obemannade luftfarkoster av varianterna Phoenix Ghost och Aerovironment Switchblade; okänt antal 152 mm artilleripjäser; okänt antal BGM-71 Tow-robotar; okänt antal precisionsstyrda robotar; utrustning för att slå ut obemannade luftfarkoster och förhindra elektronisk krigföring; utrustning för att säkerställa säkerheten vid hamnar; utrustning för minröjning; taktiska kommunikationssystem samt finansiella medel för att finansiera träning, underhåll och övriga utgifter. | [ 40 ] [ 41 ] |
| 7 september 2023  | $600 000 000    | Okänt antal 105 mm artilleripjäser; okänt antal Himars-robotar; utrustning för att upprätthålla och integrera Ukrainas luftvärn; utrustning för elektronisk krigföring, utrustning för minröjning; explosiv utrustning för att röja hinder samt stöd och utrustning för bland annat träning och underhåll. | [ 42 ]        |
| 3 november 2023   | $300 000 000    | Okänt antal laserstyrda robotar med syftet att slå ut obemannade luftfarkoster. | [ 43 ]        |
| 26 april 2024     | $6 000 000 000  | Okänt antal obemannade luftfarkoster (Aerovironment RQ-20 Puma och Aerovironment Switchblade); okänt antal taktiska fordon för att bärga vapensystem och utrustning; okänt antal MIM-104 Patriot-robotar; okänt antal Nasams-robotar; okänt antal Himars-robotar; okänt antal laserstyrda robotar; okänt antal precisionsstyrda robotar; okänt antal 155mm och 152mm artilleripjäser; vapensystem och utrustning för att slå ut obemannade luftfarkoster; okänd mängd handeldvapen och granatkarbiner och tillhörande patroner och gevärsgranater; okänd mängd av explosiv ammunition; utrustning för att kunna integrera Ukrainas luftvärn med de västliga luftvärn som Ukraina har fått; utrustning för att stödja Ukrainas egen produktion av bland annat obemannade luftfarkoster; radarsystem som klarar flera uppgifter samtidigt; radarsystem för att upptäcka inkommande artilleripjäser; utrustning för träning och underhåll samt fältutrustningar.          | [ 44 ]        |
| 4 juli 2024       | $2 200 000 000  | Okänt antal vapensystem av MIM-104 Patriot och Nasams. | [ 45 ]        |
| 29 juli 2024      | $1 500 000 000  | Okänd mängd handeldvapen och granatkarbiner; okänt antal vapensystem av FGM-148 Javelin; okänt antal vapensystem av AT-4; okänt antal Himars-robotar; okänt antal Nasams-robotar; okänt antal RIM-7 Sea Sparrow-robotar; okänt antal precisionsstyrda robotar; okänt antal BGM-71 Tow-robotar; okänt antal 155 mm och 150 mm artilleripjäser; okänt antal 120 mm granatprojektiler; ammunition för luftvärn rörande kort och medel distans; utrustning för elektronisk krigföring; okänd mängd av explosiv ammunition och utrustning; kryptiska kommunikationssystem; tillgång till kommersiella tjänster för satellitbilder; reservdelar samt utrustning för underhåll och uppehälle. | [ 46 ]        |
| 26 september 2024 | $2 400 000 000  | Okänt antal självseglande fartyg; okänt antal obemannade luftfarkoster; komponenter för att stödja ukrainsk produktion av obemannade luftfarkoster; ammunition och support för ukrainska luftvärnsystem; okänd mängd av ammunition för flygmaskiner; motmedel mot obemannade luftfarkoster; krypterade kommunikationssystem; utrustning och material för att stödja ukrainsk produktion av ammunition; reservdelar samt utrustning för underhåll och uppehälle. | [ 47 ]        |
| 7 december 2024   | $988 000 000    | Okänt antal obemannade luftfarkoster; okänt antal Himars-robotar samt utrustning, komponenter och reservdelar till att underhålla, reperera och modifiera artillerisystem och stridsfordon. | [ 48 ]        |
| 30 december 2024  | $1 220 000 000  | Okänt antal obemannade luftfarkoster; okänt antal luftvärn och tillhörande ammunition samt okänd mängd av ammunition för flygmaskiner. Notis: USA tillkännagav stödpaket till Ukraina via både USAI och Presidential Drawdown Authority men valde dock inte specifiera mer detaljrikt om vad som ingick i vilket stödpaket. | [ 49 ]        |
|                   | $39 808 000 000 | |               |